# Tom Anderson
Thomas Linton "Tom" ("Tommy") Anderson, född 9 juli 1910, död 15 september 1971, var en brittiskfödd kanadensisk professionell ishockeyspelare som tillbringade åtta säsonger i den nordamerikanska ishockeyligan National Hockey League (NHL), där han spelade för Detroit Red Wings, New York Americans och Brooklyn Americans. Han producerade 189 poäng (62 mål och 127 assists) samt drog på sig 194 utvisningsminuter på 316 grundspelsmatcher.
Han spelade också bland annat för Cleveland Falcons, New Haven Eagles och Providence Reds i International-American Hockey League (IAHL)/American Hockey League (AHL).
Anderson vann en Hart Trophy för säsongen 1941–1942.

## Statistik
Ett urval av Andersons karriärstatistik.
| Källa: Utv = Utvisningsminuter | Källa: Utv = Utvisningsminuter | Källa: Utv = Utvisningsminuter |                     | Grundserie          | Grundserie          | Grundserie          | Grundserie          | Grundserie          |                     | Slutspel            | Slutspel            | Slutspel            | Slutspel            | Slutspel |
| Säsong                         | Lag                            | Liga                           | Matcher             | Mål                 | Assist              | Poäng               | Utv                 | Matcher             | Mål                 | Assist              | Poäng               | Utv                 |                     |          |
| ------------------------------ | ------------------------------ | ------------------------------ | ------------------- | ------------------- | ------------------- | ------------------- | ------------------- | ------------------- | ------------------- | ------------------- | ------------------- | ------------------- | ------------------- | -------- |
| 1934–1935                      | Detroit Red Wings              | NHL                            | 27                  | 5                   | 2                   | 7                   | 16                  | —                   | —                   | —                   | —                   | —                   |                     |          |
| 1935–1936                      | New York Americans             | NHL                            | 24                  | 3                   | 2                   | 5                   | 20                  | 5                   | 0                   | 0                   | 0                   | 6                   |                     |          |
| 1936–1937                      | New York Americans             | NHL                            | 41                  | 10                  | 15                  | 25                  | 24                  | —                   | —                   | —                   | —                   | —                   |                     |          |
|                                | Cleveland Falcons              | IAHL                           | 4                   | 1                   | 1                   | 2                   | 17                  | —                   | —                   | —                   | —                   | —                   |                     |          |
| 1937–1938                      | New York Americans             | NHL                            | 45                  | 4                   | 21                  | 25                  | 22                  | 6                   | 1                   | 4                   | 5                   | 2                   |                     |          |
|                                | New Haven Eagles               | IAHL                           | 6                   | 0                   | 0                   | 0                   | 15                  | —                   | —                   | —                   | —                   | —                   |                     |          |
| 1938–1939                      | New York Americans             | NHL                            | 47                  | 13                  | 27                  | 40                  | 14                  | 2                   | 0                   | 0                   | 0                   | 0                   |                     |          |
| 1939–1940                      | New York Americans             | NHL                            | 48                  | 12                  | 19                  | 31                  | 26                  | 3                   | 1                   | 3                   | 4                   | 0                   |                     |          |
| 1940–1941                      | New York Americans             | NHL                            | 35                  | 3                   | 12                  | 15                  | 8                   | —                   | —                   | —                   | —                   | —                   |                     |          |
| 1941–1942                      | Brooklyn Americans             | NHL                            | 48                  | 12                  | 29                  | 41                  | 64                  | —                   | —                   | —                   | —                   | —                   |                     |          |
| 1942–1945                      | Spel på lägre nivå.            | Spel på lägre nivå.            | Spel på lägre nivå. | Spel på lägre nivå. | Spel på lägre nivå. | Spel på lägre nivå. | Spel på lägre nivå. | Spel på lägre nivå. | Spel på lägre nivå. | Spel på lägre nivå. | Spel på lägre nivå. | Spel på lägre nivå. | Spel på lägre nivå. |          |
| 1945–1946                      | Providence Reds                | AHL                            | 47                  | 3                   | 17                  | 20                  | 12                  | 2                   | 1                   | 0                   | 1                   | 0                   |                     |          |
| NHL totalt                     | NHL totalt                     | NHL totalt                     | 315                 | 62                  | 127                 | 189                 | 194                 | 16                  | 2                   | 7                   | 9                   | 8                   |                     |          |
| IAHL/AHL totalt                | IAHL/AHL totalt                | IAHL/AHL totalt                | 57                  | 4                   | 18                  | 22                  | 44                  | 2                   | 0                   | 0                   | 0                   | 0                   |                     |          |